# Cmentarz ewangelicki w Szamotułach
Cmentarz ewangelicki w Szamotułach – nieistniejący cmentarz ewangelicki zlokalizowany w Szamotułach przy placu Henryka Sienkiewicza.
Cmentarz znajdował się obok nieistniejącego kościoła ewangelickiego, który po II wojnie światowej był używany jako magazyn. Teren cmentarza został zdewastowany, a po rozebraniu kościoła w 1958 splantowany i przeznaczony na teren zielony. Obecnie część terenu dawnego cmentarza zajmuje skwer, a na pozostałej urządzono boiska pobliskiego zespołu szkół. W miejscu zamurowanej bramy 9 października 2018 wmurowano tablicę upamiętniającą pochowanych tam dawnych mieszkańców Szamotuł wyznania ewangelickiego.